# Nyctiophylax muhnianus
Nyctiophylax muhnianus is een schietmot uit de familie Polycentropodidae. De soort komt voor in het Neotropisch gebied.